# Oczywistość
Oczywistość, ewidencja (gr. enárgeia, łac. evidentia) - taka cecha poznania danej treści poznawczej, że poznający podmiot przypisuje swojemu poznaniu tej treści pełnię dostępności, całkowitą jasność, wyraźność i nasycenie. Wyróżnić można trzy główne znaczenia tego terminu - epistemologiczny, metodologiczny (jedno z kryteriów prawdziwości zdań) i etyczny. 

## Oczywistość w znaczeniu epistemologicznym
Szczególnie duże znaczenie przypisywał oczywistości Edmund Husserl, który uważał, że naoczność przedmiotu wynika z całkowitego wypełnienia intencji aktu poznawczego oraz z bezpośredniości jego ujęcia. W takim rozumieniu oczywistość to (stanowiąca kryterium prawdy) oczywistość przedmiotowa, świadomość sposobu, w jakim przedmiot dany w akcie poznania wyznacza rezultat poznawczy. Sposobów takich może być jednak wiele, wiele więc może być też rodzajów oczywistości. Ponadto w fenomenologicznym rozumieniu oczywistości wyróżnia się oczywistość podmiotową czyli kartezjańskie pojęcie bycia danym i dobieranym w sposób jasny i wyraźny.
Prócz fenomenologicznego rozumienia oczywistości istnieje jeszcze jej rozumienie pojawiające się w myśli niektórych filozofów arystotelizujących, np. Awicenny i Jacques'a Maritaina. Oczywistość przysługuje zasadom, które metafizyka klasyczna nazwała pierwszymi zasadami Bytu i myślenia - a więc zasadzie tożsamości, niesprzeczności, wyłączonego środka, racji dostatecznej, przyczynowości. W myśli arystotelików, którzy podkreślają oczywistość tych zasad, ich prawdziwość narzuca się rozumowi ludzkiemu sama z siebie - oczywistość jest więc także i tutaj kryterium prawdy.

## Oczywistość jako kryterium prawdy
Definicja prawdy jako spełniania przez dane twierdzenie kryterium oczywistości należy obok teorii zgody powszechnej, teorii użyteczności i teorii koherencji do głównych nieklasycznych definicji prawdy, których wspólną cechą jest to, że za prawdziwe uznają takie twierdzenia, które spełniają jakieś uznane za ostateczne i nieodwołalne kryteria. Uznawania oczywistości za kryterium prawdy dopatrywać można się przede wszystkim w filozofii Husserla i Kartezjusza, natomiast współcześnie pogląd taki nie ma wielu zwolenników. Według tych, którzy przyjmują oczywistość za kryterium prawdy, oczywistość danego twierdzenia czyni je niewątpliwym nie tylko dla głoszącej to twierdzenie osoby, ale też upewnia ją, że to oczywiste twierdzenie będzie musiał uznać za oczywiste i przez to prawdziwe każdy, kto to twierdzenie zrozumie.
Zwolennicy oczywistości jako kryterium prawdy różnie definiowali samą oczywistość - np. według Kartezjusza jest ona jasnym i wyraźnym przedstawieniem sobie stanu rzeczy, którego dotyczy twierdzenie, a według Heinricha Rickerta jest ona narzucającą się koniecznością odczuwaną przez podmiot poznania jako konieczność zbliżona do powinności czy obowiązku moralnego (w rozumieniu kantowskim). Rickert głosił więc, że twierdzenie oczywiste to takie twierdzenie, które czujemy się w obowiązku uznać. Twierdzenie oczywiste jest więc twierdzeniem zgodnym z transcendentalną normą, wskazuje nam na konieczność i obowiązek uznania twierdzenia, a więc pewną normę, która jest zarazem obiektywna i niezależna od poznającego podmiotu.

## Oczywistość w znaczeniu etycznym
Oczywistość w znaczeniu etycznym - oczywistość moralna - to właściwość przypisywana naczelnym zasadom moralnym. Prawdziwość takich zasad ma wynikać bezpośrednio ze znaczenia podmiotu i orzeczenia tych zdań. Pojęcie oczywistości moralnej ma szczególne znaczenie dla etyki kantyzmu i neokantyzmu. Zwłaszcza w nich przypisuje się rozumowi praktycznemu zdolność bezpośredniego ujmowania oczywistych i przez to prawdziwych zasad moralnych. Zdolność taka, nazywana synterezą, świadomością moralną, sumieniem habitualnym i presumieniem postulowana jest jednak nie tylko w kantyzmie - np. w filozofii średniowiecznej (Aleksander z Hales) analogicznie rozumiana zdolność nosi miano "iskry sumienia" (scintilla conscientiae).